# 花荣
花荣，水浒传人物，外貌清秀俊朗，射術天下無雙的神箭手，外號「小李廣」。还擅使银枪，所以又被人称为「银枪手」，与金枪手徐宁并称金银二将。因擅长于射箭，有百步穿杨的本事，吴用甚至认为花荣的箭法不应被比作李广，而应该比作神箭手养由基。明末清初小說家陳忱將戴宗神行、燕青角力、張清飛石、花榮箭術、安道全醫術讚譽為梁山五絕。

## 生平
宋江舊識，十分仰慕宋江，水滸故事開始時與宋江已有五年未見。時任清风寨武知寨，得知宋江殺人亡命後立刻寫信通知宋江願意收留，後來宋江在清风寨时被正知寨刘高陷害指认为贼，花荣为救宋江帶兵與劉高翻臉、棄官反叛朝廷，与清风山众好汉大闹青州，而秦明也因花榮之計全家被殺，心有愧疚的花榮便將妹妹嫁與秦明，後來共上梁山。
花荣多次用其高超箭法建立奇功。在對影山遇到打得難分難解的呂方與郭盛兩人，花榮一箭射中兩人交纏的方天戟化解干戈，在三打祝家庄一役中，花荣射落祝家庄的指挥灯，使祝家庄兵马自乱；梁山排定席次時擔任馬軍八虎騎兼先鋒使之首，軍銜僅次於五虎將。梁山受招安后，花荣随宋江平定了辽国、田虎、王庆和方腊。征战田虎时，曾在盖州城下，连射田虎部下大将方琼、张翔、杨端等数人，敌军闻之丧胆；征战方腊大战睦州时，阵前一箭射死方腊国师“宝光如来”邓元觉。
討伐完方臘後，花荣被封为应天府兵马统制。宋江被毒死后，花荣夜梦宋江，遂来楚州探视，与吴用一同自缢于宋江、李逵墓前。

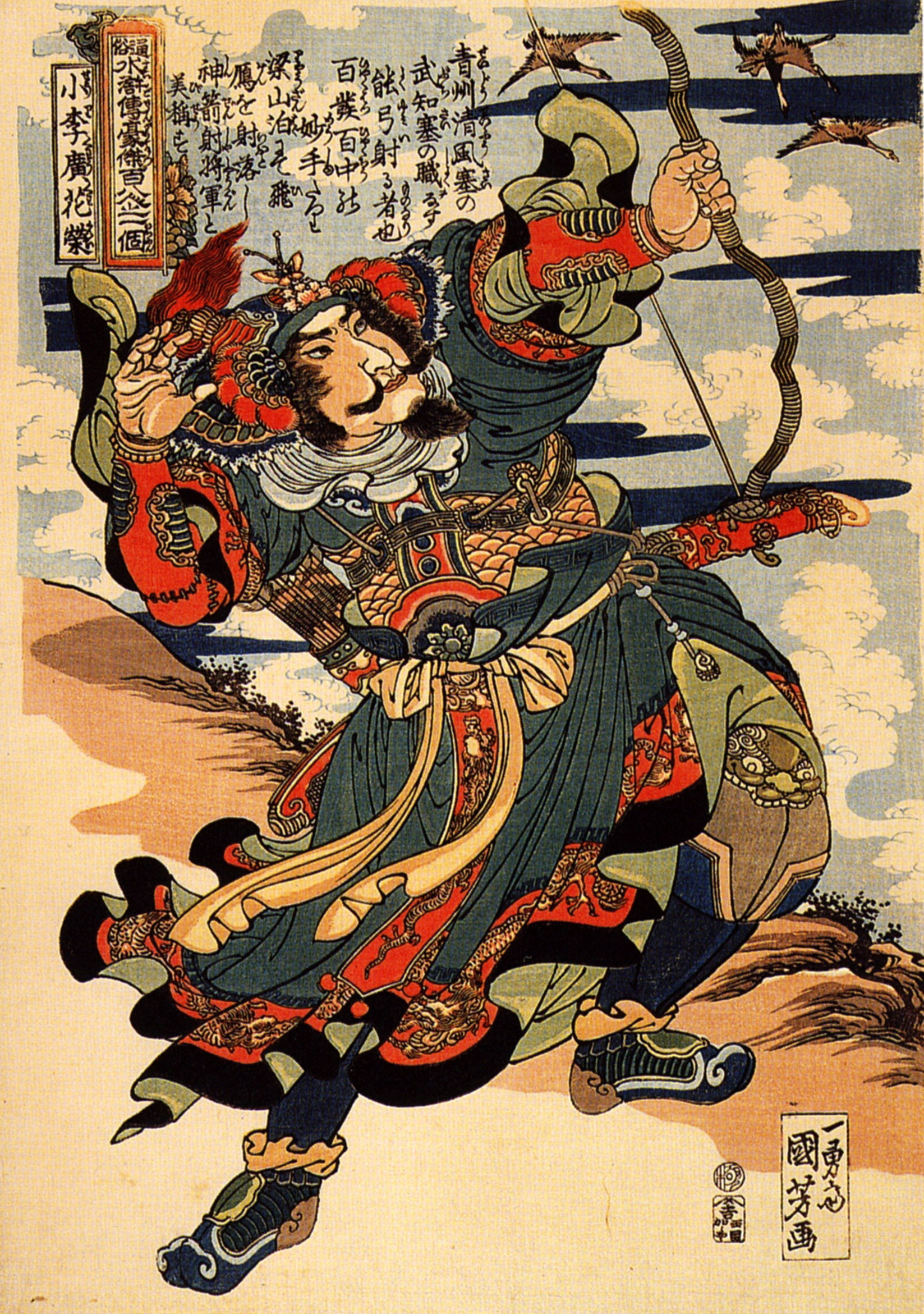
歌川国芳「通俗水滸伝豪傑百八人之一個・小李广花荣」

## 影視
- 1972年香港邵氏《水滸傳》：秦沛
- 1975年香港邵氏《荡寇志》：秦沛
- 1983年山东版《水浒》：邓晓光
- 1998年央视版《水浒传》：修庆
- 2008年电影《小李广花荣》：陈浩民
- 2011年版《水浒传》：张迪